# Irvinestown
Irvinestown (Iers: Baile an Irbhinigh) is een plaats in het Noord-Ierse district Fermanagh. Irvinestown telt 2.264 (2011) inwoners. Van de bevolking is 23,9% protestant en 75% katholiek.

## Galerij

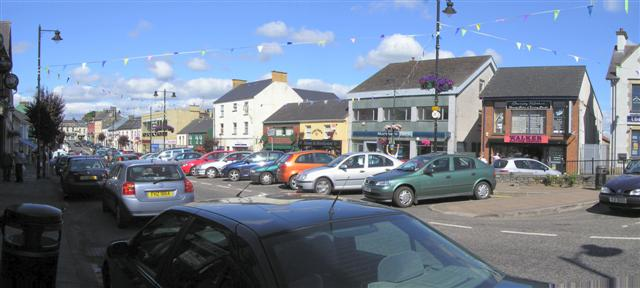
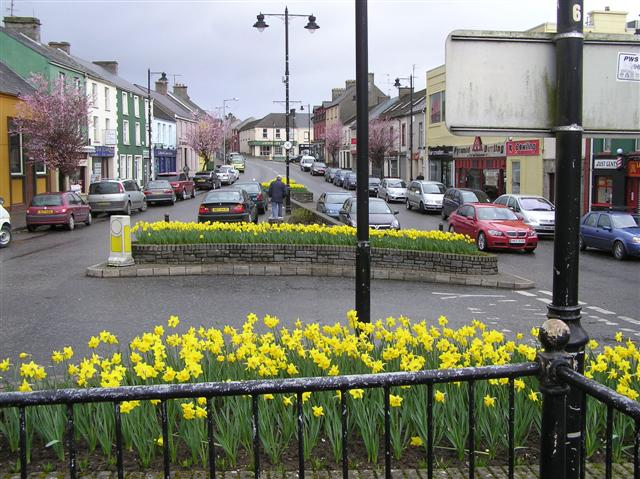